# Karl Adam (teolog)
Karl Adam (ur. 22 października 1876 w Pursruck w Bawarii, zm. 1 kwietnia 1966 w Tybindze) – niemiecki teolog i pisarz katolicki. 
Pochodził z rodziny, w której było jedenaścioro dzieci. Studiował w Filozoficzno-Teologicznym Seminarium w Ratyzbonie. Święcenia kapłańskie przyjął w 1900. Następnie podjął studia specjalistyczne na Uniwersytecie w Monachium, gdzie uzyskał doktorat (w 1904). Wykładał w Monachium, Strasburgu i Tybindze. Ze względu na zły stan zdrowia nie przyjął nominacji do komisji przygotowawczej do Soboru Watykańskiego II.
W swojej książce Jezus Chrystus (1935) podjął polemikę z krytycznymi rekonstrukcjami „historycznego Jezusa” i początków Kościoła, negującymi Boskość Mistrza z Nazaretu, broniąc pełni słuszności stanowiska katolickiego w sporze.

## Wybrane dzieła
- Natura katolicyzmu (Das Wesen des Katholizismus 1924) wydanie polskie 1999,
- Jezus Chrystus (Jesus Christus, 1935) wydanie polskie 2006,
- Christus unser Bruder, 1938,
- Der Christus des Glaubens, 1954.